# Нардиэлло, Дэниел
Дэниел Энтони Нардиэлло (англ. Daniel Anthony Nardiello; род. 22 октября 1982, Ковентри, Уэст-Мидлендс) — валлийский футболист, нападающий, игрок сборной Уэльса.

## Клубная карьера
Нардиэлло начинал карьеру в юниорском составе клуба «Вулверхэмптон Уондерерс». В 1999 году он перешёл в клуб «Манчестер Юнайтед» за компенсацию в 200 000 евро, а в 2001 году дебютировал за манкунианцев в маче Кубка Лиги против «Арсенала». Ещё один матч в основном составе он сыграл в Лиге Чемпионов УЕФА сезона 2002/2003 против израильского клуба «Маккаби» из Хайфы.
В октябре 2003 года клуб «Суонси Сити» арендовал Нардиэлло на месяц. Там он забил один гол в матче Трофея Лиги. Затем игрок дубля «МЮ» ушёл в аренду в «Барнсли» до конца сезона 2003/2004. В начале нового сезона «Барнсли» возьмет его в аренду второй раз подряд — уже на весь сезон. И все-таки, в сезоне 2005/2006, «Барнсли» решается на трансфер нападающего. Игрок придет в клуб на два сезона. После этого игрок перешёл в «Куинз Парк Рейнджерс», сыграл 8 матчей лиги, но в следующей половине сезона он совершил четвёртый трансфер в «Барнсли». Суммарно за «дворняг» он сыграл 122 матча и забил 31 гол.
После этого Дэниел перешёл в клуб «Блэкпул» в результате обмена на Каспара Горша с доплатой, однако сыграл лишь 7 матчей за 2 сезона. В этот период он находился в аренде 3 раза: в «Хартлпуле» и «Бери» в 2009-м и в «Олдем Атлетик» в 2010-м году. Снова став свободным агентом, Нардиэлло перешёл в «Эксетер Сити», был игроком основы, сыграл 66 матчей и забил 19 голов. Затем он перешёл в клуб «Ротерем Юнайтед», где сыграл 45 матчей и отметился 23 голами. В 2013 году он второй раз кряду ушёл в аренду в «Бери», а в сезоне 2014/2015 был выкуплен. В конце сезона 2015/2016 он ушёл в аренду в «Плимут Аргайл», но сыграл всего 1 матч.
В 2016 году он отыграл сезон в клубе «Бангор Сити» и завершил профессиональную карьеру в возрасте 35 лет.

## Международная карьера
Нардиэлло имел итальянские и валлийские корни, но изначально выбрал для себя выступление за страну своего рождения — Англию. Он играл в детских сборных до 15 и до 16 лет. Но впоследствии он решил выступать за Уэльс, и сыграл 3 матча за сборную страны в 2007 и 2008 годах. Голов он в них не забил.

## Личная жизнь
Отец Дэниела Нардиэлло, Донато, также был футболистом и тоже представлял сборную Уэльса, сыграл 2 матча. Его племянниками являются английский футболист Джерри Нардиэлло и игрок сборной Пакистана Реис Ашраф.